# Thermes antiques de Royat
Les thermes antiques de Royat sont un établissement thermal romain romain construit en Gaule romaine, dans la cité des Arvernes, sur l'actuelle commune de Chamalières dans le département du Puy-de-Dôme. Mentionnés dès le XIVe siècle, ils ont fait l'objet d'une attention régulière et sont évoqués dans de nombreuses publications mais aucune fouille n'en a été réalisée et leur chronologie demeure imprécise. Ils ont vraisemblablement été utilisés au cours du Haut-Empire mais leur devenir durant le Bas-Empire n'est pas documenté. Les thermes occupent 2 800 m2 mais ils ne sont reconnus que sur une portion de leur emprise réelle.
Le statut de cet établissement thermal n'est pas assuré et pourrait relever d'une agglomération secondaire romaine.
Les vestiges sont classés aux monuments historiques depuis 1889.

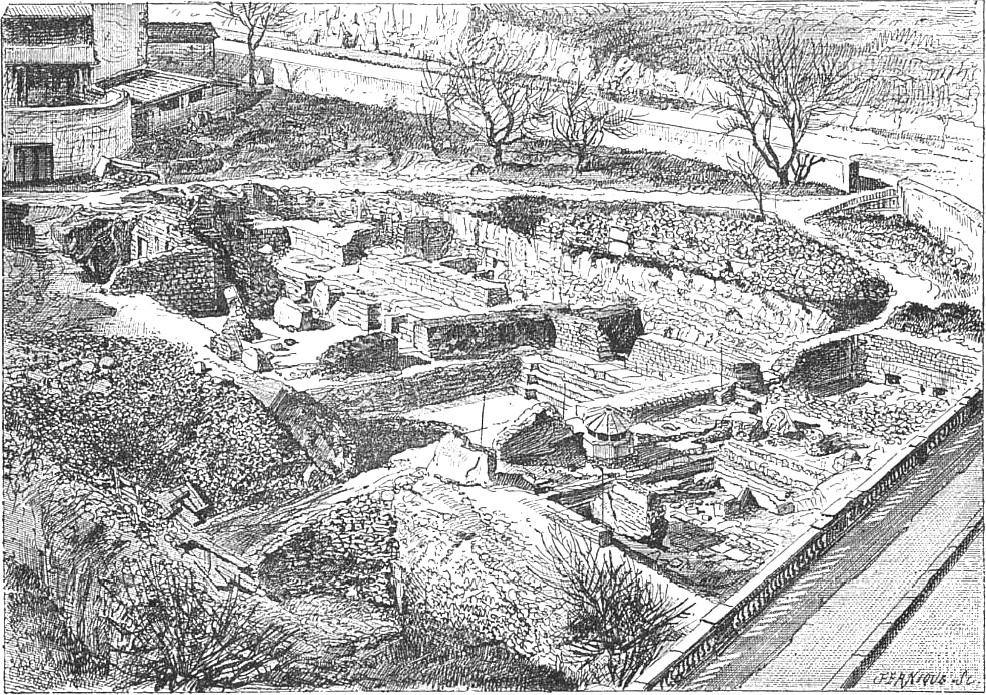
Vue sur les vestiges antiques (1883).
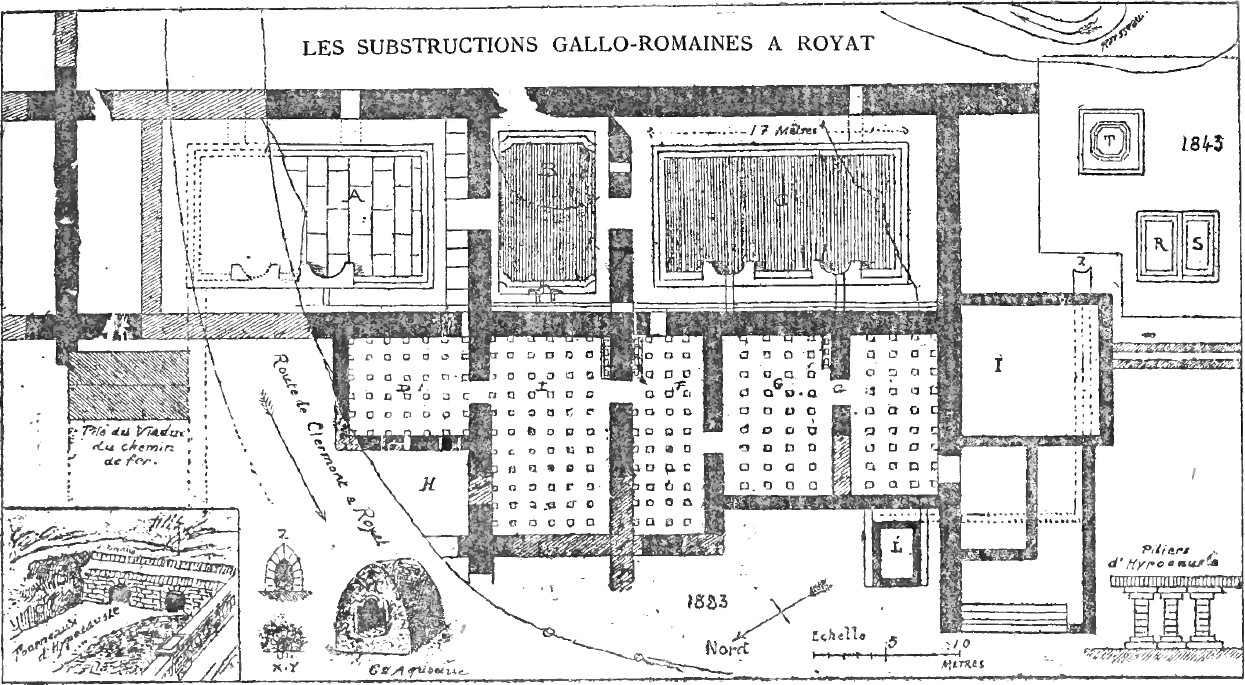
Plan des vestiges publié en 1884.